# Charles De Gaulle (R91)
 Der er for få eller ingen kildehenvisninger i denne artikel, hvilket er et problem. Du kan hjælpe ved at angive troværdige kilder til de påstande, som fremføres i artiklen.

Charles De Gaulle (R91) er Frankrigs eneste aktive hangarskib og flagskibet for den franske flåde (Marine Nationale).
Det er det tiende hangarskib og det første atomdrevne skib i fransk tjeneste, ligesom det er det første og eneste atomdrevne hangarskib bygget udenfor USA. Det er det næststørste hangarskib i Europa efter det russiske Admiral Kuznetsov.
Skibet er opkaldt efter statsmanden Charles de Gaulle.